# 皮奇爾瓦區
13°51′47″S 73°04′23″W / 13.86306°S 73.07306°W
皮奇爾瓦區（西班牙語：Distrito de Pichirhua），是秘魯的一個區，位於該國南部阿普里馬克大區的阿班凱省，始建於1839年11月19日，面積370.7平方公里，海拔高度2,726米，2005年人口4,564，人口密度每平方公里12人。